# Anschlag von Cizre am 26. August 2016
| QS Ereignisse | Dieser Artikel wurde aufgrund von inhaltlichen Verbesserungsmöglichkeiten auf der Qualitätssicherungsseite des WikiProjekts Ereignisse eingetragen. Dies geschieht, um die Qualität der Artikel aus diesem Themengebiet auf ein höheres Niveau zu bringen. Bitte hilf mit, die inhaltlichen Lücken oder Probleme dieses Artikels zu beseitigen, und beteilige dich an der Diskussion! |  |

Beim Anschlag von Cizre sprengte sich am 26. August 2016 ein Selbstmordattentäter mit einem mit Sprengstoff beladenen Lastwagen vor Einrichtungen der türkischen Polizei in die Luft. Bei dem Anschlag wurden der Attentäter und 11 Polizisten getötet sowie 78 Personen verletzt. Ein weiterer Polizist erlag später seinen Verletzungen im Spital.

## Hergang
Die Explosion ereignete sich an einem Kontrollpunkt der Polizei in Cizre, Provinz Şırnak, rund 50 Meter von den Gebäuden der Kreispolizeizentrale und dem Präsidium der „Çevik Kuvvet“, einer Polizei-Bereitschaftstruppe zur Eindämmung von Krawallen, entfernt. Durch die Wucht der Explosion wurde die dreistöckige Polizeizentrale stark beschädigt und ein Materialdepot ging in Flammen auf.
Die Verantwortung für den Anschlag übernahm die PKK. Sie erklärte der Anschlag wurde als Vergeltung gegen die lang anhaltende Isolation Abdullah Öcalans ausgeführt.